# Anti-Koreaans sentiment

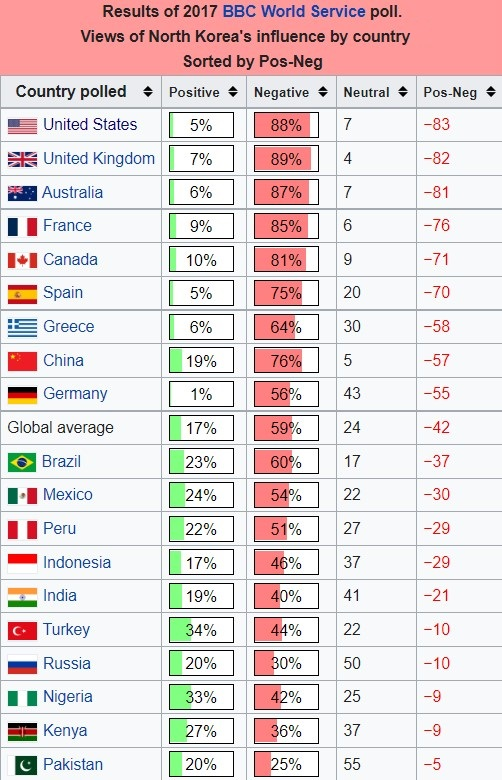
Screenshot van een tabel op de Engelstalige pagina Anti-Korean Sentiment met informatie over hoe andere landen denken over de invloed van Noord-Korea gebaseerd op een vragenlijst van BBC World.

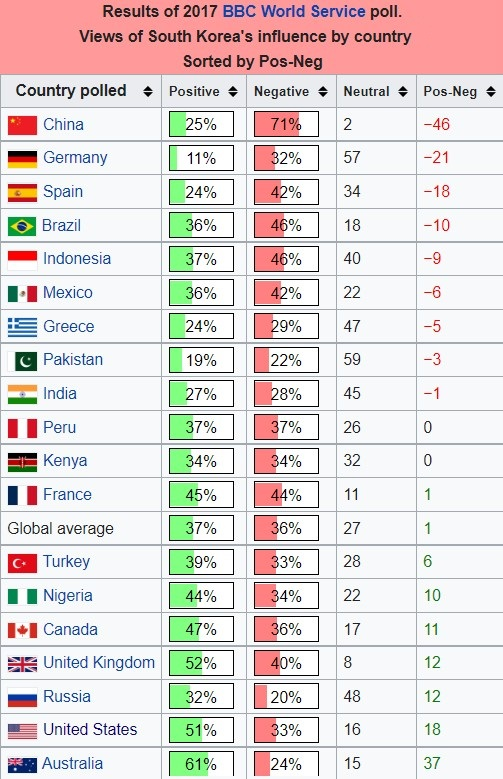
Screenshot van een tabel op de Engelstalige pagina Anti-Korean sentiment met informatie over hoe andere landen denken over de invloed van Zuid-Korea gebaseerd op een vragenlijst van BBC World.

Anti-Koreaans sentiment omvat haat en afkeer die gericht is tegen het Koreaanse volk, de cultuur of een van de twee staten (Noord-Korea of Zuid-Korea) op het Koreaanse schiereiland.

## Oorsprong
Anti-Koreaans sentiment is aanwezig in China, Japan, en binnen beide delen van Korea, en komt voort uit kwesties als nationalisme, politiek, economische concurrentie, culturele invloeden, en historische geschillen. Het anti-Noord-Koreaanse sentiment is het sterkst in Japan, Zuid-Korea, en de Verenigde Staten.

## Geschiedenis
In China is het pas recent op de voorgrond gekomen, vanwege zaken zoals de fakkeltocht van de Olympische Zomerspelen 2008 die zich in de loop der jaren hebben opgehoopt met andere problemen.
In Japan kan de moderne afkeer van Noord- en Zuid-Korea worden gezien als een vorm van politieke en historische problemen; deze problemen worden verergerd door, respectievelijk, de Noord-Koreaanse ontvoeringen van Japanse burgers en het Liancourt Rocks-geschil.
Binnen Korea bestaat sinds het einde van de Koreaanse Oorlog wantrouwen tussen de twee staten; met de vroegste getuigenissen die dateren uit het Koreaanse DMZ-conflict in de jaren zestig.

## Op regio gebaseerd sentiment

### China
Korea en China hebben historisch gezien gecompliceerde banden onderhouden. Toen Korea in 1910 geannexeerd werd door het Japans keizerrijk, viel het onder Japanse invloed. In China wordt aangenomen dat sommige etnische Koreanen in het Japans keizerlijk leger dienden, wiens invasie van China in juli 1937 de Tweede Chinees-Japanse Oorlog lanceerde. Bijkomend aan dit sentiment is de bewering dat sommige Koreanen naar verluidt de Birma-Siam dodenspoorlijn beheerden. De Chinezen verwezen naar de Koreanen als 'er guizi' (Chinees: 二鬼子; Pinyin: èr guǐzi) vertaald als 'tweede duivels' of 'verraders'.
Aan het einde van de Tweede Wereldoorlog werd Noord-Korea, dat aan de kant van het Sovjetblok stond, een bondgenoot van de Volksrepubliek China, terwijl de VRC en de Republiek Korea elkaar niet erkenden. Tijdens de Koreaanse Oorlog, toen China in oorlog was met Zuid-Korea en hun bondgenoten in de Verenigde Naties, werd propaganda gebruikt om mensen te indoctrineren om Zuid-Korea te haten, dat door de toenmalige regering van de VRC een 'marionettenstaat' van de Verenigde Staten werd genoemd.
Vanaf 1992, na de normalisering van de betrekkingen van Zuid-Korea met China, verbeterde de relatie tussen de twee naties geleidelijk. Vanaf 2000 werd de Koreaanse cultuur populair in China.
Uit een survey van februari 2021 uitgevoerd door wetenschappers van de Rice University, de Universiteit van Brits-Columbia en de Lee Kuan Yew School of Public Policy, bleek dat 43% van de Chinese respondenten een ongunstig beeld van Zuid-Korea uitte, vergeleken met 49% die een gunstige mening uitte.

### Taiwan
Binnen Taiwan kan een bestaande vijandigheid jegens Koreanen onder Taiwanezen aanwezig zijn als gevolg van de rivaliteit tussen de twee staten met betrekking tot honkbal. Geschillen tussen Taiwan en Korea in de internationale sportcompetitie zijn talloze malen ontstaan.
In november 2010 protesteerden Taiwanese burgers tegen de diskwalificatie van Taekwondo-atleet Yang Shu-chun op de Aziatische Spelen 2010 nadat een Koreaans-Filipijnse scheidsrechter een Taiwanese vechter had gediskwalificeerd. Afbeeldingen en berichten die de spot dreven met Zuid-Koreaanse producten en cultuur werden op grote schaal online gedeeld. Er waren meldingen over restaurants die bordjes met 'Geen Koreanen' op hun deuren vertoonden, en demonstranten die de Koreaanse vlag verbrandden of Zuid-Koreaanse producten vernietigden.
Op 23 augustus 1992 is het de Zuid-Koreaanse "Nordpolitik" (Noordelijke diplomatie) gelukt om na de Sovjet-Unie diplomatieke banden aan te knopen met de Volksrepubliek China. Dit leidde tot een verandering in de diplomatieke betrekkingen van Zuid-Korea met de Republiek China, aangezien het de anticommunistische buitenlandse politiek verving door een poging om de betrekkingen met andere omringende landen in de zin van geopolitiek, waaronder de Volksrepubliek China, te verbeteren, om Noord-Korea onder druk te zetten en te sussen, wat de politieke angst verlicht en de militaire spanningen op het Koreaanse schiereiland verzacht en de mogelijkheid van een vreedzame hereniging van Korea mogelijk maakt. Toen de normalisatie begon, droeg president Roh diplomatieke erkenning over van het ROC naar de VRC en confisqueerde hij de eigendommen van de ROC-ambassade, en droeg deze over aan de VRC.
Volgens een functionaris van het Koreaanse handelskantoor in Taipei is de verkoop van Koreaanse producten in Taiwan niet erg succesvol omdat "de Taiwanezen zich erg verraden voelden nadat Korea in 1992 de diplomatieke banden met Taiwan had verbroken en de banden met China herstelde, omdat de bevolking van Taiwan Korea zag als een bondgenoot in de strijd tegen het communisme... nu, omdat de twee landen vergelijkbare exportgerichte economieën hebben en zich concentreren op dezelfde bedrijfssectoren, zien de Taiwanezen Korea als een grote rivaal en denken ze dat verliezen van Korea het einde van Taiwan zou betekenen."
In juni 2012 verklaarde de CEO van Foxconn Terry Gou dat hij "grote achting had voor Japanners (zakenlieden), vooral degenen die het persoonlijk met je oneens kunnen zijn en je niet in de rug steken, in tegenstelling tot de Gaoli bangzi (een racistische belediging voor Koreanen)", wat leidde tot controverse.

### Japan
Historisch gezien zijn de betrekkingen tussen Japan en Korea slecht geweest. En veel van het moderne anti-Koreaanse sentiment is grotendeels gericht op extreemrechtse groepen.
Tijdens de Joseondynastie waren er vaak aanvallen van piraten in Wokou op Koreaanse bodem, wat uiteindelijk de basis zou vormen voor de haat tussen beide partijen. Dergelijke spanningen liepen verder op na de Japanse annexatie van Korea in 1910.
Tijdens de Grote Kanto-aardbeving van 1923 deed zich wijdverspreide schade voor in een regio met een aanzienlijke Koreaanse bevolking, en veel van de lokale Japanners reageerden overdreven op geruchten die zich na de aardbeving verspreidden. In de nasleep van het evenement was er een algemene perceptie onder sommige groepen Japanners dat etnische Koreanen putten vergiftigden en uiteindelijk een reeks moorden op Koreanen veroorzaakten, waarbij Japanners de sjibboleth van [ba bi bu be bo] (ばびぶべぼ) zouden gebruiken. om etnische Koreanen te onderscheiden van Japanners, omdat werd aangenomen dat Koreanen de regel niet correct zouden kunnen uitspreken, en in plaats daarvan [pa, pi, pu, pe, po] zouden zeggen. Alle mensen die niet voor de test slaagden werden gedood, waardoor veel etnische Chinezen die de sjibboleth ook niet correct konden uitspreken, willekeurig in grote aantallen werden gedood. Andere gebruikte sjibboleths waren [jū-go-en, go-jū-ssen] (15円 50銭, 15 yen, 50 sen) en [gagigugego] (がぎぐげご), waarbij Japanners de initiële g uitspreken als [ɡ] en mediale g als [ŋ] (een dergelijk onderscheid sterft de laatste jaren uit), terwijl Koreanen de twee klanken respectievelijk uitspreken als [k] en [ɡ].
Veel van het anti-Koreaanse sentiment dat tegenwoordig aanwezig is, heeft echter te maken met hedendaagse houdingen. Tijdens het WK 2002 kwamen Japanse en Koreaanse supporters met elkaar in botsing. Van beide partijen was ook bekend dat ze racistische berichten tegen elkaar plaatsten op online bulletins. Er waren ook geschillen over hoe het evenement moest worden georganiseerd, als gevolg van de rivaliteit tussen de twee naties. Het territoriale geschil over Liancourt Rocks zorgde ook voor verontwaardiging. Manga Kenkanryu (vaak Hating the Korean Wave genoemd) van Sharin Yamano bespreekt deze kwesties terwijl hij vele andere argumenten en claims tegen Korea aanhaalt.
Zainichi-Koreanen in Japan worden ook in het openbaar als hinderlijk gezien en worden gezien als meest waarschijnlijk om problemen en rellen te veroorzaken, een mening die wordt gedeeld door de voormalige gouverneur van Tokio, Shintaro Ishihara. Een Zainichi-organisatie die sterke banden heeft met de DVK, Chongryon, wordt vaak beschuldigd van het verstrekken van financiering en materiaal aan Noord-Korea en het indoctrineren van de Zainichi-Koreaanse bevolking om actief een hekel aan Japan te hebben.
Sommige rechtse groepen in Japan hebben zich tegenwoordig gericht op etnische Koreanen die in Japan wonen. Eén zo'n groep, bekend als Zaitokukai, wordt georganiseerd door leden op het internet en heeft al straatdemonstraties geleid tegen Koreaanse scholen.
Er is ook veel bezorgdheid in Japan over Noord-Korea en zijn nucleaire en langeafstandsraket capaciteiten, als gevolg van raketproeven in 1993, 1998 en 2006 en een ondergrondse kernproef in 2006. Er zijn ook controverses over Noord-Koreaanse ontvoeringen van Japanners, waarbij Japanse burgers in de jaren zeventig en tachtig door Noord-Koreaanse agenten werden ontvoerd.

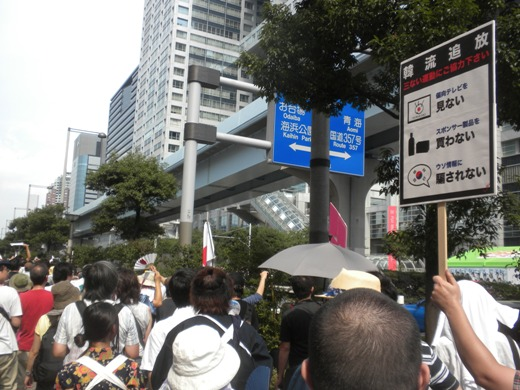
Protest tegen Fuji TV in Odaiba, Tokio.

De Koreaanse Golf, of de export van de Zuid-Koreaanse popcultuur, heeft geleid tot negatieve gevoelens bij delen van de Japanse samenleving. Veel Japanse burgers met conservatieve opvattingen en enkele rechtse nationalistische groeperingen hebben via 2channel anti-Koreaanse Golf-demonstraties georganiseerd. Op 9 augustus 2011 demonstreerden meer dan 2.000 betogers voor het hoofdkantoor van Fuji TV in Odaiba, Tokio tegen de uitzending van Koreaanse drama's. Eerder, in juli 2011, werd de bekende acteur Sousuke Takaoka ontslagen bij zijn bureau, Stardust Promotion, vanwege het tweeten van kritiek op de toestroom van Koreaanse drama's. De algemene perceptie tegenover Koreanen op 2channel is negatief, waarbij gebruikers hen afschilderen als een gewelddadig, onethisch en irrationeel volk dat een 'bedreiging' vormt voor Japan. Gebruikers verwijzen vaak naar stereotypen van Koreanen, zoals het gebruik van honden in de Koreaanse keuken.
In april 2014 werden verschillende anti-Koreaanse stickers gevonden op 13 locaties langs de Shikoku-bedevaartsroute; de stickers werden afgekeurd door een woordvoerder van de Shikoku 88 Temple Pilgrimage Association.
Volgens een BBC World Service-peiling van 2014 hebben Japanners het grootste anti-Noord-Koreaanse sentiment ter wereld, met 91% negatieve opvattingen over de invloed van Noord-Korea en met slechts 1% positief, waardoor Japan het derde land is met de meest negatieve gevoelens van Noord-Korea in de wereld, na Zuid-Korea en de Verenigde Staten.
Er worden pogingen ondernomen om wederzijds begrip en vriendschap tussen mensen in twee landen te creëren door middel van dialoog, culturele uitwisseling en onderwijs.

### Binnen Korea
Sinds het einde van de Tweede Wereldoorlog is de relatie tussen Noord-Korea en Zuid-Korea vijandig. De twee naties vochten tegen elkaar in de Koreaanse oorlog, die eindigde met een wapenstilstandsovereenkomst in 1953 zonder vredesverdrag. Vanwege verschillende politieke systemen en opvattingen claimen beide landen het hele Koreaanse schiereiland en hebben ze gestreden om soevereiniteit.
Eind jaren zestig waren de spanningen tussen de twee staten op het hoogste punt. In 1968 probeerden Noord-Koreaanse troepen de Zuid-Koreaanse president Park Chung-hee te vermoorden. Hoewel de moordpoging mislukte, reageerde de Zuid-Koreaanse regering door een zwarte operatie-eenheid te sturen om de Noord-Koreaanse secretaris-generaal, Kim Il-Sung, te vermoorden. Er volgden nog meer problemen tijdens de landingen van Uljin-Samcheok, toen Noord-Korea guerrillakampen oprichtte in het Taebaek-gebergte om het regime van Park Chung-hee te onderwerpen en de hereniging van Korea te bewerkstelligen. Hoewel het plan mislukte, is de anti-Noord-Koreaanse houding gestegen in Zuid-Korea, toen Noord-Koreaanse commando's Lee Seung-bok, een 9- of 10-jarige Zuid-Koreaanse jongen, zouden hebben geëxecuteerd, toen Lee antwoordde: "Ik haat communisten".
Constante schermutselingen op zee komen vaak voor tussen de twee staten, waarbij Noord-Korea zich richt op Zuid-Koreaanse marine bases. Het bombardement op Yeonpyeong werd door voormalig VN-ambassadeur Bill Richardson genoemd als "de ernstigste crisis op het Koreaanse schiereiland sinds de wapenstilstand van 1953".
Binnen Noord-Korea zijn de negatieve opvattingen over Zuid-Korea blijven bestaan sinds president Lee Myung-bak het Sunshine-beleid heeft verlaten. Van Noord-Korea is ook bekend dat het zich heftig verzet tegen de steun van Zuid-Korea voor de militaire aanwezigheid van de Verenigde Staten op het schiereiland.
Binnen Zuid-Korea zijn er negatieve meningen als gevolg van de kernproeven van Noord-Korea en af en toe overlopers die het land binnenkomen. Volgens een BBC World Service-enquête uit 2014 beschouwde 3% van de Zuid-Koreanen de invloed van Noord-Korea positief, en 91% was negatief, waardoor Zuid-Korea, na Japan, het land is met de meest negatieve gevoelens tegenover Noord-Korea ter wereld.

### Mongolië
Sommige Zuid-Koreaanse mannen reizen naar Mongolië voor sekstoerisme, vaak als klanten van Zuid-Koreaanse bedrijven in Mongolië, wat heeft geleid tot anti-Koreaanse sentimenten onder Mongolen, en ook verantwoordelijk zou zijn voor het toenemende aantal aanvallen op Zuid-Koreaanse staatsburgers in het land.

### Filippijnen
In de afgelopen jaren is er een toenemend aantal Koreanen dat naar de Filipijnen migreert. Een probleem is dat Koreanen door een groot deel van de lokale bevolking worden gezien als onbeleefd en weigerend te integreren in de Filipijnse samenleving. Een ander punt van zorg is hoe Zuid-Koreaanse touroperators Zuid-Koreaanse toeristen verbieden zaken te doen met lokale toeristenbureaus, waardoor deze laatste niet of nauwelijks profiteren van de toename van toeristen uit het land. Etnografisch veldwerk gedaan in Sabang van 2003 tot 2015 wees uit dat de toestroom van Koreanen negatief werd beoordeeld door sommige lokale bevolking en gevestigde westerlingen. Zuid-Koreanen werden in 2007 ook geïdentificeerd als de grootste overtreders van immigratiewetten volgens het Filipijnse Bureau van Immigratie.
De deelname van dienstplichtige Koreaanse soldaten die dienden onder de vlag van het Japanse rijk aan de Japanse bezetting van de Filippijnen in de Tweede Wereldoorlog, heeft ertoe geleid dat sommige Filippino's, vooral die van de oudere generaties, de Koreanen associeerden met wreedheden die tijdens de oorlog waren begaan.
Buitenlanders in de Filippijnen zijn over het algemeen onder de loep gelegd voor het gebruik van een marketingstrategie die als pinoy-baiting wordt bestempeld. De strategie verwijst naar het onoprechte gebruik, toe-eigening en erkenning van de Filipijnse cultuur door buitenlanders om toe te geven aan een Filipijns publiek. Veel Koreaanse social media influencers zijn beschuldigd van pinoy-baiting.
Racistische, arme en vooringenomen Koreaanse media-uitbeeldingen van Filippino's in films zoals Wandeuki (Punch), en negatieve behandeling van Filipijns geboren of Filipijns opgegroeide beroemdheden die in Zuid-Korea wonen, zoals politicus Jasmine Lee en entertainer Sandara Park, hebben Filipijnse opvattingen over Koreanen verslechterd. In een interview zei Sandara Park: "[Filippino's] zijn heel zachtaardig. Ik voel me overstuur omdat de Koreaanse media alleen misdaad melden [als ze het over de Filippijnen hebben]."
Senator Jinggoy Estrada verklaarde dat hij nadacht over een voorstel om alle Koreaanse drama's en films in de Filippijnen te verbieden: "Mijn observatie is dat als we Koreaanse telenovelas blijven vertonen, onze burgers de Koreanen prijzen terwijl Filipijnse artiesten banen en geld blijven verliezen. Dus soms komt het in mij op dat we de telenovelas van de buitenlanders moeten verbieden, en dat we de Filipijnse artiesten die een groot acteertalent hebben in ons eigen land zouden moeten laten zien." Bovendien zei Duterte-supporter Mark Lopez op Twitter dat "Koreaanse drama's sterk zijn omdat Pinoy-telenovelas zwak zijn." Estrada verduidelijkte dat hij alleen maar gefrustreerd was "dat hoewel we maar al te gretig en bereid zijn om de Zuid-Koreaanse entertainmentindustrie te vieren, we helaas de onze hebben laten verslechteren vanwege het gebrek aan steun van de film die uitkomt."

#### #AnnuleerKorea
In september 2020 plaatste de Filipijnse TikTok-ster Bella Poarch een video van zichzelf terwijl ze danste, waarin de vlag van de rijzende zon van Japan op haar arm getatoeëerd te zien was. Koreanen bestormden de commentaarsectie en zeiden dat de tatoeage aanstootgevend was en dat ze zich moest verontschuldigen en het moest laten verwijderen.
Kort na de terugslag en kritiek op haar video plaatste Bella een verontschuldiging op TikTok: "Het spijt me heel erg als mijn tatoeage je beledigt", schreef ze. "Ik hou van Korea, vergeef me alsjeblieft." Bovendien, luidde haar bijschrift: "Ik zou nooit iets doen om iemand pijn te doen." Bella legde ook uit dat ze de tatoeage in maart 2020 had laten zetten, maar dat ze al gepland had voor verwijdering. Ze beloofde ook meer te weten te komen over de geschiedenis van het symbool en mensen te helpen meer over het symbool te leren, maar heeft de tatoeage nog niet kunnen verwijderen als gevolg van de COVID-19-pandemie.
Ondanks de verontschuldiging gingen sommige Koreaanse gebruikers door met vijandige opmerkingen, waarbij ze Filippino's aanvielen en hen arm, slaven, lelijk en ongeschoold noemden, en racistische opmerkingen maakten. De kwestie verspreidde zich al snel over Twitter en leidde tot een discussie over racisme en de lange geschiedenis tussen Zuid-Korea en de Filippijnen. Samen met #CancelKorea waren de hashtags #ApologizeToFilipinos, inclusief #CancelRacism en #한국취소 (wat betekent Cancel Korea, of in Hanja: #韓國取消), ook populair op Twitter, waarbij Filippijnse gebruikers hun woede uitten over de spot en beledigingen.
De woede werd echter verlicht toen andere Koreaanse internetters zich verontschuldigden voor de racistische opmerkingen en de hashtag '미안해요 필리핀 (#SorryToFillipinos)' verspreidden. Vanuit deze verontschuldigingen stelden enkele Filippino's voor om de hashtag #CancelKorea te veranderen in #CancelRacism. Sommige Filippijnse internet gebruikers kwamen naar voor om zich te verontschuldigen voor de racistische opmerkingen die tijdens de ruzie tegen de Koreanen werden gemaakt, waarbij ze de hashtag #SorryToKoreans gebruikten en de verontschuldiging aanvaardden.

### Indonesië
In Indonesië kwamen anti-Koreaanse sentimenten op in de jaren 2000. De opkomst van anti-Koreaanse sentimenten wordt veroorzaakt door verschillende factoren, zoals plastische chirurgie en atheïsme in Zuid-Korea. Sommige Indonesiërs noemen Koreanen "plastic". Dit stereotype ontstaat vanwege de populariteit van plastische chirurgie in Zuid-Korea. Dit stereotype is versterkt sinds de zelfmoord van het voormalige lid van SHINee, Jonghyun. Bovendien zijn er veronderstellingen dat Koreaanse dramaliefhebbers buitensporig zijn en dat mensen in Korea altijd overspel plegen. In 2013 werd gemeld dat sommige Bali-bedrijven borden hadden opgehangen die Koreaanse klanten verboden, vanwege berichten dat een aantal van hen tijdens hun verblijf de regels overtraden.
In 2021 zou een Zuid-Koreaanse man op sociale media een racistische aanval op Indonesische vrouwen hebben gelanceerd, dit leidde tot woede bij het Indonesische publiek en leidde tot verdere anti-Koreaanse sentimenten in het land. In datzelfde jaar werd een Koreaanse internetpersoonlijkheid die in het land woonde genaamd SunnyDahye ook onder vuur genomen door Indonesische mensen vanwege haar eerdere opmerkingen dat Indonesiërs "dom" waren, en ze zou ook gedaan hebben alsof ze vastte tijdens de maand Ramadan. Tijdens de live-verslaggeving van de Olympische Zomerspelen 2020 werd MBC ook onder vuur genomen nadat ze tijdens de openingsceremonie stereotype of ongepaste foto's en beschrijvingen lieten zien over enkele landen wiens delegatie binnenkwamen. In het geval van de Indonesische delegatie werden er opmerkingen gemaakt over hun hoge nummer Corona gevallen op dat moment, en werd Maleisië aangeduid op de getoonde kaart in plaats van Indonesië.

### Thailand
De populariteit van de Koreaanse golf in Thailand heeft ertoe geleid dat sommige Thaise autoriteiten deze golf als een bedreiging voor de lokale cultuur bestempelen. Sommige lokale bewoners begonnen naar verluidt in 2017 Hallyu negatief of als een vorm van cultureel imperialisme te zien.

### Voormalige Sovjet Unie
Tijdens het tijdperk van de Sovjet-Unie waren etnische Koreanen in het Russische Verre Oosten onderworpen aan deportaties op grond van het nationale afbakeningsbeleid, waarbij de meerderheid van de Koreanen naar sovjetrepublieken in Centraal-Azië verhuisden.
De deportatie werd voorafgegaan door een typisch Sovjetscenario van politieke repressie: vervalste processen tegen lokale partijleiders die beschuldigd werden van opstand, beschuldigingen van plannen voor afscheiding van de kraj in het Verre Oosten, zuiveringen van lokale partijen, en artikelen in de Pravda over de Japanse spionage in het Verre Oosten.
De hervestigingsplannen werden in augustus 1937 met nieuwe kracht nieuw leven ingeblazen, zogenaamd met het doel "de penetratie van de Japanse spionage in de Kraj van het Verre Oosten" te onderdrukken. Deze keer was de hervestiging echter westwaarts, naar het Centraal-Azië van de Sovjet-Unie. Van september tot oktober 1937 werden meer dan 172.000 Sovjet-Koreanen gedeporteerd vanuit de grensgebieden van het Russische Verre Oosten naar de Kazachse SSR en de Oezbeekse SSR (de laatste inclusief Karakalpak ASSR).

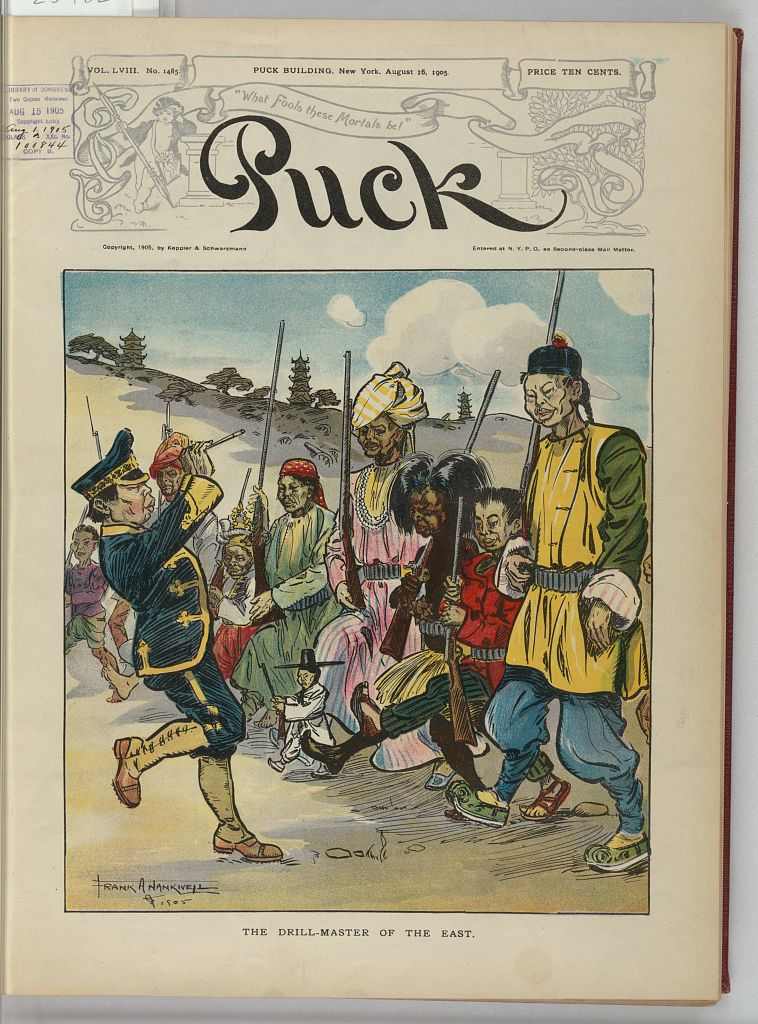
Dit is een afbeelding uit het Amerikaanse tijdschrift Puck, waarin Aziatische nationaliteiten stereotypisch afgebeeld worden. In het midden staat een Koreaanse geleerde die aanzienlijk kleiner is dan de andere etnische groepen die afgebeeld zijn.

### Verenigde Staten
Tijdens de Koreaanse Oorlog vochten de Verenigde Staten in alliantie met Zuid-Korea tegen Noord-Korea. Sinds de oorlog hebben de burgers van de Verenigde Staten Noord-Korea in een ongunstig daglicht gesteld.
Na de zware re-militarisering van Noord-Korea en een reeks rakettests, werden Amerikanen geconditioneerd om een mogelijke aanval door een "schurkenstaat" zoals Noord-Korea te vrezen. In de State of the Union-toespraak van de Amerikaanse president George W. Bush op 29 januari 2002 beschreef hij Noord-Korea als een onderdeel van de "As van het kwaad". Na de ontwikkeling van het nucleaire programma van Noord-Korea en de Noord-Koreaanse kernproef in 2006 hebben de Verenigde Staten VN-sancties opgelegd aan Noord-Korea. Het is zeer onwaarschijnlijk dat deze economische sancties door de Verenigde Staten zullen worden opgeheven vanwege de niet-naleving door Noord-Korea van de zeslandenoverleg overeenkomsten.
Van 1988 tot 2008, en sinds november 2017, is Noord-Korea aangewezen als staatssponsor van terrorisme voor het steunen van Hamas en Hezbollah tegen Israël, hun rol bij de moord op Kim Jong-nam, het steunen van dictator Bashar al-Assad in de Syrische burgeroorlog, nauwe relaties met Iran en de verdachte dood van Otto Warmbier.
De rellen in Los Angeles van 1992 waren gedeeltelijk gemotiveerd door anti-Koreaanse sentimenten onder Afro-Amerikanen. Ice Cube's nummer "Black Korea", dat later zou worden beschuldigd van het aanzetten tot racisme, werd geschreven als reactie op de dood van de 15-jarige Afro-Amerikaanse Latasha Harlins, die op 16 maart 1991 werd doodgeschoten door de Koreaans-Amerikaanse winkeleigenaar Soon Ja Du, evenals het overwicht van Koreaanse supermarkten in voornamelijk zwarte buurten. Het evenement resulteerde in de massale plundering en vernietiging van Koreaans-Amerikaanse winkels in Los Angeles door groepen jonge Afro-Amerikanen.

### Italië
Begin 2020 verbood een toonaangevende Italiaanse muziekschool alle Oost-Aziatische studenten vanwege de angst voor het coronavirus, waarbij de Zuid-Koreanen de grootste nationaliteit waren die getroffen werden. Zuid-Koreaanse studenten beschreven ook dat ze werden uitgesloten van het gebouw en werden bespot door andere studenten vanwege hun afkomst. Bovendien hebben sommige Zuid-Koreaanse inwoners gemeld dat ze bang zijn om hun huizen te verlaten te midden van toenemende gevallen van discriminatie en spot, en anderen hebben overwogen Italië te verlaten omdat ze niet konden "blijven op een plek die ons haat".

### Israël
Vanwege de COVID-19-pandemie kregen Zuid-Koreaanse toeristen de opdracht om openbare plaatsen te vermijden en in isolatie in hun hotels te blijven. Het Israëlische leger kondigde hun voornemen aan om Zuid-Koreaanse staatsburgers in quarantaine te plaatsen op een militaire basis. Veel van de overgebleven Zuid-Koreanen werden afgewezen door hotels en werden gedwongen om nachten door te brengen op luchthaven Ben-Gurion. Een Israëlische krant publiceerde vervolgens een Koreaanse klacht dat "Israël [Koreaanse en andere Aziatische] toeristen als het coronavirus behandelt". De Zuid-Koreaanse minister van Buitenlandse Zaken Kang Kyung-wha noemde de reactie van Israël "buitensporig".

### Duitsland
Veel Koreanen die in Duitsland wonen, hebben melding gemaakt van een toename van anti-Koreaanse incidenten na de uitbraak van COVID-19, en de Zuid-Koreaanse ambassade heeft haar burgers gewaarschuwd voor het toenemende hatelijke klimaat waarmee ze worden geconfronteerd. Door de toename in argwaan jegens Koreanen, kiest de lokale bevolking er ook voor om Koreaanse restaurants te mijden, waarvan sommigen een verkoopdaling van 80% hebben gemeld.

### Nederland
KLM, de nationale luchtvaartmaatschappij van het land, verbood alleen Koreaanse passagiers om hun toilet te gebruiken op een van hun vluchten.
Over het algemeen is er recentelijk een golf van anti-Koreaanse incidenten geweest in Nederland, waarbij zowel Koreaanse staatsburgers als Nederlanders van Koreaanse afkomst werden geviseerd. Deze incidenten variëren van vandalisme van huizen tot gewelddadige aanvallen tot intimidatie. Meer dan 150 Koreaanse expat-respondenten gaven in een online-enquête aan dat ze een xenofoob incident hadden meegemaakt.

### Brazilië
Ondanks de populariteit van de Zuid-Koreaanse cultuur in Brazilië onder jongeren, als gevolg van de Koreaanse Golf, bleef er een zeker anti-Koreaans gevoel bestaan en vonden er enkele anti-Koreaanse incidenten plaats in Brazilië. In 2017 werd de Braziliaanse televisiepresentator Raul Gil beschuldigd van racisme en vreemdelingenhaat toen hij denigrerende grappen maakte tegen Aziaten en een "spleetoog"-gebaar maakte tijdens een live-interview met de K-Pop-groep K.A.R.D, wat repercussies had in de Braziliaanse pers en in het buitenland. In 2019 publiceerde een Braziliaans stel verschillende video's op sociale media waarin ze tijdens een reis naar Zuid-Korea grapjes maakten over het Koreaanse eten en de taal. De zaak zorgde voor harde kritiek op sociale media.

## Denigrerende termen
Er zijn verschillende denigrerende termen die naar Korea verwijzen. Veel van deze termen worden als racistisch beschouwd. Deze termen verwijzen echter niet noodzakelijk naar het Koreaanse volk als geheel; ze kunnen ook verwijzen naar specifiek beleid of specifieke perioden in de geschiedenis.

### In het Filipijns (Tagalog)
- Retoke Koreano - letterlijk "plastic Koreaan" verwijzend naar het hoge percentage plastische chirurgie in Zuid-Korea.[104]

### In het Engels
- Gook - een denigrerende term die door het gestationeerde Amerikaanse leger wordt gebruikt om te verwijzen naar inheemse mensen, voornamelijk Aziaten.[105] De etymologie van deze racistische opmerking is gehuld in mysterie, onenigheid en controverse. The Oxford English Dictionary geeft toe dat de oorsprong "onbekend" is, maar traceert het gebruik ervan door Amerikaanse militairen in de Filippijnen, Korea en Vietnam,[106] terwijl andere bronnen het registreren tijdens de bezetting van Haïti.[107] Een wijdverspreid volksverhaal stelt dat het is afgeleid van de Koreaanse term 미국/美國, miguk, wat "Amerika" betekent, wat Amerikaanse soldaten interpreteerden als "me gook", of van andere varianten van het woord voor land, guk.
- Kimchi - denigrerende term voor Koreanen afgeleid van het Koreaanse gerecht met dezelfde naam.[108]

### In het Chinees
- Gaoli bangzi (Vereenvoudigd Chinees: 高丽棒子; Traditioneel Chinees: 高麗棒子; pinyin: gāolì bàngzǐ) - denigrerende term die wordt gebruikt tegen alle etnische Koreanen. Gaoli verwijst naar het oude Korea (Goryeo), terwijl bangzi "club" of "maïskolf" betekent, afgeleid van meerdere verschillende theorieën over de term.[109] Er zijn andere verschillende etymologieën; sommigen suggereren dat de term afkomstig is uit Taiwan als gevolg van zijn honkbalrivaliteit met Zuid-Korea, waar 棒子 verwijst naar een honkbalknuppel; een andere verklaring verwijst naar de Tweede Chinees-Japanse Oorlog, waar etnische Koreanen in het Japanse Keizerlijke Leger ongewapend waren en daarom burgers sloegen met stokken en knuppels in bezette gebieden. Soms worden 韓棒子 (hán bàng zǐ, "韓" verwijzend naar Zuid-Korea) en 死棒子 (sǐ bàng zǐ, letterlijk "dode maïskolf") ook gebruikt.[110]
- Gaoli paocai (Traditioneel Chinees: 高麗泡菜; pinyin: gāolì pàocài) - letterlijk "Goryeo Kimchi" of "Koreaanse Kimchi", wat verwijst naar Kimchi, een Koreaans hoofdvoedsel. Gebruikt door Taiwanese honkbalfans, als gevolg van hun rivaliteit met Zuid-Korea, waar Taiwan vaak wordt verslagen door het Zuid-Koreaanse nationale team. Varianten omvatten 死泡菜 ( "dode kimchi").[111]
- Er guizi (Vereenvoudigd Chinees: 二鬼子; pinyin: èr guǐzi) - een minachtende aanduiding van marionettenlegers en verraders tijdens de Chinese verzetsoorlog tegen de Japanse agressie.[112][113] Net als bij de term hanjian, is de definitie van 二鬼子 door de geschiedenis heen gevarieerd. Japanners stonden bekend als "鬼子" (duivels)[114], en 二鬼子 vertaalt zich letterlijk in "tweede duivels". Tijdens de Tweede Wereldoorlog dienden sommige Koreanen in het Japans keizerlijk leger, dus 二鬼子 verwijst naar hanjian[115] (d.w.z. Chinezen die samenwerkten met de Japanners) en etnische Koreanen.[116] Tijdens de Chinese Burgeroorlog beschuldigden zowel de Chinese Communistische Partij als de Kuomintang elkaar ervan hanjiaans te zijn, en de term 二鬼子 werd vervolgens door de communisten op de Kuomintang toegepast.[117] Meer recentelijk verwijst 二鬼子 vooral naar Zuid-Koreanen. Naast de historische achtergrond van het tijdperk van de Tweede Wereldoorlog, worden Koreanen gezien als Japans in hun uiterlijk en populaire cultuur.

### In het Japans
- Chon (チョン) - bijnaam voor Koreanen in de volkstaal, met sterk aanstootgevende ondertoon.[118] Er bestaan verschillende voorgestelde etymologieën; een van die etymologieën is dat het een afkorting is van Chōsen (朝鮮), een Japanse term voor Korea.[119]
- Kimchi yarō (キムチ野郎 / キムチ埜郞, Kimchi yarō) – letterlijk "kimchi bastaard". In 2003 nam de Mongoolse sumoworstelaar Asashōryū interviews af met journalisten toen hij een Koreaanse journalist een "kimchi yarō" noemde, wat tot controverse leidde.[120][121] De zin werd de nacht na het incident een sensatie op het 2channel prikbord.
- Chōsenjin (朝鮮人, Chōsenjin) – afgeleid van de niet-denigrerende term Chōsenjin (朝鮮人) gebruikt om Koreanen op een neutrale manier te beschrijven.[122] De term is echter uiteindelijk op een denigrerende manier gebruikt tegen het Koreaanse volk.[123]
- Tokuajin (特亜人 / 特亞人, Tokuajin) – wat betekent "Tokutei (Oost-)Aziatische". Een denigrerende term die wordt gebruikt tegen Koreanen en Chinezen.[124]

### In het Koreaans
- Koreaans: 헬조선, Hanja:헬朝鮮; RR: Hell Joseon - letterlijk "Hell Korea" - een satirische Zuid-Koreaanse term die de huidige sociaaleconomische toestand van Zuid-Korea bekritiseert.[125] Deze term wordt door Zuid-Koreanen gebruikt om zichzelf te bekritiseren. Het is vrij vaak te zien in online commentaren voor Zuid-Koreaanse artikelen over problemen van hun samenleving.[126]
- Koreaans: 빨갱이; RR: Ppalgaengi – letterlijk "Commies", "Reds" of "Communistische supporter" - een Zuid-Koreaanse term die wordt gebruikt om Noord-Korea of iedereen die waardering toont voor Noord-Korea te beledigen. Deze term is meer alledaags geworden, vooral in de richting van de Zuid-Koreaanse president Moon Jae-in, die bekend staat om zijn pro-Noord-Koreaanse beleid.[127]